# Holzhofkaserne
Die Holzhofkaserne befand sich im 4. Wiener Gemeindebezirk Wieden in der Favoritenstraße 26 beziehungsweise Waltergasse 2 und beherbergte das k.k. Militär-Fuhrwesen-Depot.
Das Gebäude geht in seinen Ursprüngen zurück auf den 1615 begonnenen Bau der „Favorita“. Nach verschiedenen Nutzungen wurde ein Teil des Gebäudekomplexes militärisch genutzt. Nach entsprechenden Adaptierungen wurde das Fuhrwesen hierher verlegt. Nach einem weiteren Umbau im Jahr 1790 konnten 110 Mann und 55 Pferde sowie Sattler-, Schmiede- und Wagnerwerkstätten hier untergebracht werden. Während dieser Zeit bürgerte sich auch der Namen „Holzhofkaserne“ ein. Im Zuge der Kasernentransaktion der k.u.k. Armee wurde die Kaserne um 1900 abgebrochen und an ihrer Stelle Wohnhäuser errichtet.
Der Holzhofkaserne benachbart in der Favoritenstraße 24 befand sich seit 1790 die k.k. Sappeurkaserne und nach deren Verlegung in die Vorstadt Laimgrube im Jahr 1794 der Stab des k.k. Fuhrwesencorps.